# Georgina Elias Puigbó
Georgina Elias Puigbó, coneguda esportivament com Gina Elias, (Barcelona, 22 de març de 1966) és una exjugadora de basquetbol catalana.
Formada al Picadero Jockey Club, jugà en la posició de pivot. Debutà amb disset anys a la Primera Divisió, proclamant-se campiona de Lliga (1982-83) i de Copa de la Reina (1983). Després del trasllat del Picadero Comansi a El Masnou, fitxà pel Club Bàsquet l'Hospitalet (1984-86). La temporada 1986-87 fitxà pel Sabor d'Abans Tortosa, amb el qual es proclama triple campiona de Lliga i de Copa de la Reina entre 1987 i 1989. Internacional amb la selecció espanyola absoluta en tretze ocasions, disputà el Campionat d'Europa de 1985.

## Palmarès
- 4 Lligues espanyoles de bàsquet femenina (1982-83, 1986-87, 1987-88 i 1988-89)
- 4 Copes espanyoles de bàsquet femenina (1983, 1987, 1988 i 1989)
- 4 Lligues catalanes de bàsquet femenina (1982-83, 1983-84, 1986-87, 1987-88)